# Załoniecka
Załoniecka (biał. Залоніцкія; ros. Залоницкие) – wieś na Białorusi, w obwodzie witebskim, w rejonie miorskim, w sielsowiecie Mikołajewo.
Dawniej używana nazwa – Załąckie.

## Historia
W czasach zaborów wieś w gminie Mikołajewo, w powiecie dzisieńskim, w guberni wileńskiej Imperium Rosyjskiego. Pod koniec XIX wieku należała do dóbr Łąka, własność generała Frołowa.
W latach 1921–1945 wieś leżała w Polsce, w województwie wileńskim, w powiecie dziśnieńskim w gminie Mikołajów.
Według Powszechnego Spisu Ludności z 1921 roku zamieszkiwały tu 92 osoby, 1 była wyznania rzymskokatolickiego a 91 prawosławnego. Jednocześnie 9 mieszkańców zadeklarowało polską a 83 białoruską przynależność narodową. Było tu 11 budynków mieszkalnych. W 1931 w 12 domach zamieszkiwało 91 osób.
Wierni należeli do parafii prawosławnej i rzymskokatolickiej w Dziśnie. Miejscowość podlegała pod Sąd Grodzki w Dziśnie i Okręgowy w Wilnie; właściwy urząd pocztowy mieścił się w Mikołajowie.
W wyniku napaści ZSRR na Polskę we wrześniu 1939 miejscowość znalazła się pod okupacją sowiecką. 2 listopada została włączona do Białoruskiej SRR. Od czerwca 1941 roku pod okupacją niemiecką. W 1944 miejscowość została ponownie zajęta przez wojska sowieckie i włączona do Białoruskiej SRR.
Od 1991 w składzie niepodległej Białorusi.